# The Wizarding World of Harry Potter (Universal Studios Japan)
The Wizarding World of Harry Potter è un'area tematica basata sulla serie di Harry Potter, situata nel parco divertimenti Universal Studios Japan a Osaka, in Giappone. L'area tematica è stata aperta al pubblico il 15 luglio 2014.
Tra le altre attrazioni, al suo interno ci sono la giostra Harry Potter and the Forbidden Journey, le montagne russe Flight of the Hippogriff e una riproduzione del villaggio di Hogsmeade. Inoltre sono presenti delle riproduzioni di elementi tipici della saga, come il Lago Nero di Hogwarts, la Foresta Proibita e l'Espresso di Hogwarts.

## Attrazioni
La tabella seguente riporta le attrazioni presenti nell'area tematica.
| Nome                                   | Tipo di attrazione |
| -------------------------------------- | ------------------ |
| Flight of the Hippogriff               | Montagna russa     |
| Harry Potter and the Forbidden Journey | Montagna russa     |
| Frog Choir                             | Spettacolo         |
| Ollivanders Experience in Hogsmeade    | Spettacolo         |
| Triwizard Spirit Rally                 | Spettacolo         |
| Wand Studies                           | Spettacolo         |
| Hog's head                             | Ristorante         |
| Three Broomsticks                      | Ristorante         |
| Dervish and Banges                     | Negozio            |
| Filch's Emporium of Confiscated Goods  | Negozio            |
| Honeydukes                             | Negozio            |
| Ollivanders Wand Shop in Hogsmeade     | Negozio            |
| Owl Post & Owlery                      | Negozio            |
| Wiseacre's Wizarding Equipment         | Negozio            |
| Gladrags Wizardwear                    | Negozio            |
| Zonko's Joke Shop                      | Negozio            |